# Zipfelbachtal, Korber Kopf, Buocher Höhe, Remstalhänge, Ramsbachtal und Grafenberg
Zipfelbachtal, Korber Kopf, Buocher Höhe, Remstalhänge, Ramsbachtal und Grafenberg ist ein Landschaftsschutzgebiet (Schutzgebietsnummer 1.19.009) im Rems-Murr-Kreis.

## Lage und Beschreibung
Das Schutzgebiet entstand durch Sammelverordnung des ehemaligen Landratsamts Waiblingen zum Schutz von Landschaftsteilen im Kreis Waiblingen vom 4. November 1968. Durch Verordnung des Landratsamts Rems-Murr-Kreis vom 7. Mai 2004 wurde der räumliche Geltungsbereich geändert. Es umfasst die Keuperlandschaft mit Weinbergen, Obsthängen, Bachtälern, Wiesen und Wald zwischen Winnenden im Nordwesten und Schorndorf im Südosten und gehört zum Naturraum 107-Schurwald und Welzheimer Wald innerhalb der naturräumlichen Haupteinheit 10-Schwäbisches Keuper-Lias-Land.
Teile des Gebiets in der Nähe von Schorndorf liegen im EU-Vogelschutzgebiet Nr. 7123-441 Streuobst- und Weinberggebiete zwischen Geradstetten, Rudersberg und Waldhausen. Das Naturschutzgebiet Nr. 1275-Oberes Zipfelbachtal mit Seitenklinge und Teilen des Sonnenbergs wird vom LSG weitgehend umschlossen.

## Schutzzweck
Wesentlicher Schutzzweck ist der Erhalt der Vielfalt, Eigenart und Schönheit der Landschaft, auch wegen ihrer besonderen Bedeutung für die Erholung. Ziel ist es, die Leistungs- und Funktionsfähigkeit des Naturhaushalts und die Regenerationsfähigkeit und nachhaltige Nutzungsfähigkeit der Naturgüter einschließlich der Lebensstätten und Lebensräume bestimmter wild lebender Tier- und Pflanzenarten zu erhalten, zu entwickeln und wieder herzustellen.